# ローダ・ホームズ・ニコルズ

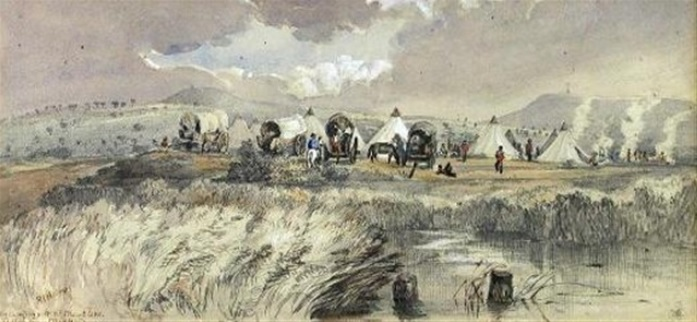
南アフリカの軍の野営地 (c.1881)

ローダ・ホームズ・ニコルズ（Rhoda Holmes Nicholls）として知られるローダ・カールトン・マリアン・ニコルズ（Rhoda Carleton Marian Nicholls、1854年3月28日 - 1930年9月7日）は、イギリス生まれの画家である。アメリカ人画家 バー・H・ニコルズと結婚し、1894年からアメリカ合衆国で活動した。静物画や風景画、人物画を描いた。

## 略歴
イングランド、ウェスト・ミッドランズ州コヴェントリーで牧師ウィリアム・ホームズ（William Grome Holmes）の娘に生まれた。ロンドンのブルームズベリー美術学校（Bloomsbury School of Art、現在のロイヤル・カレッジ・オブ・アートの一部）で絵を学んだ。賞を得て、3年間の奨学金を支給を受ける資格を得て、その後、ヴィクトリア女王から追加の賞金を受けることができた。1880年ころ、イタリアに留学し、様々な国からの画家たちと交流した。その後、南アフリカに渡り、兄弟が経営する農場に3年間滞在し、南アフリカの風景を描いた。
イギリスに戻った後、イタリアで知り合っていたアメリカ人画家、バー・H・ニコルズ（Burr H. Nicholls: 1848-1915）と1894年に結婚し、その年夫妻はアメリカに移り、ニューヨークにスタジオを開いた。3年後に娘が生まれ、その1年半後には息子が生まれた。結婚後も画家の活動を続け、1886年のニューヨークの展覧会や、1893年のシカゴ万国博覧会の展覧会、1895年のアトランタの国際博覧会（Cotton States and International Exposition）などで賞を得た。1897年のパリのサロンに夫妻は作品を応募するが、ローダの作品が、選外佳作を受賞し、夫の作品は落選した。この出来事の1年後、夫妻は別居し、1906年に夫妻は離婚した。この離婚は新聞報道では女性の仕事の成功が結婚生活や家族の幸福に悪影響を与える可能性があるという論調で伝えられた。
美術教師としてニューヨーク州ロングアイランドのサマースクールやアート・スチューデンツ・リーグ・オブ・ニューヨークなどで長く水彩画を教えた。美術雑誌の「Art Interchange」と「Art Amateur」に寄稿し、「Palette and Brush」の共同編集者にも加わった。
アメリカで権威のある展覧会であるナショナル・アカデミー・オブ・デザインの年次展覧会には14回、フィラデルフィアのペンシルベニア美術アカデミーの年次展覧会には11回、シカゴ美術館の年次展覧会には25回参加した。1924年に首都ワシントンの画廊で多数の水彩画を展示した個展を開いた。
アメリカ・ミニアチュール画家協会、ニューヨーク水彩画協会、アメリカ水彩画協会、ウーマンズ・アート・クラブ・オブ・ニューヨークの会員になり、ニューヨーク水彩画クラブの副会長を務めた。
1930年にコネチカット州スタンフォードで76歳で亡くなった。

## 作品

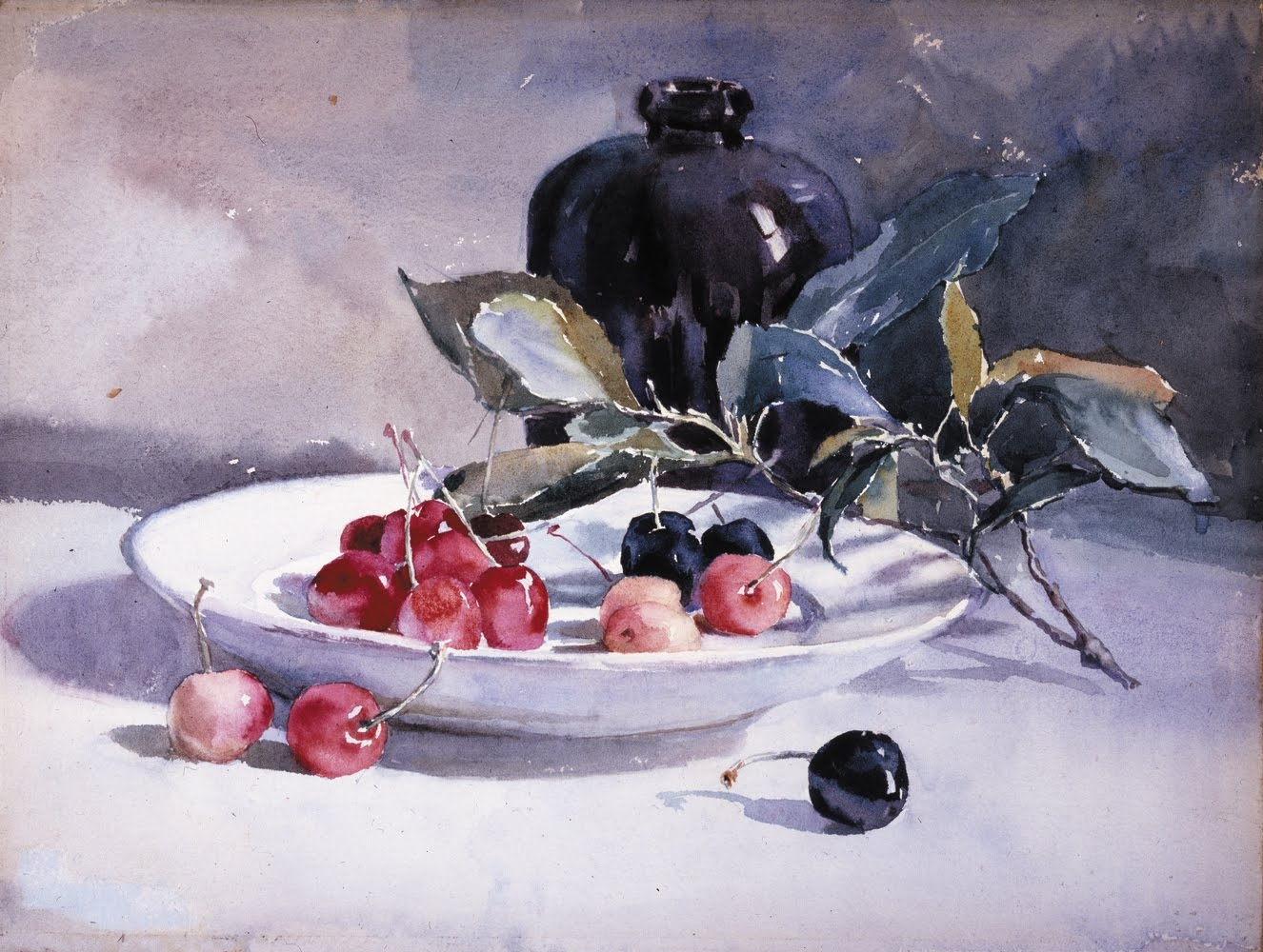
サクランボのある静物画
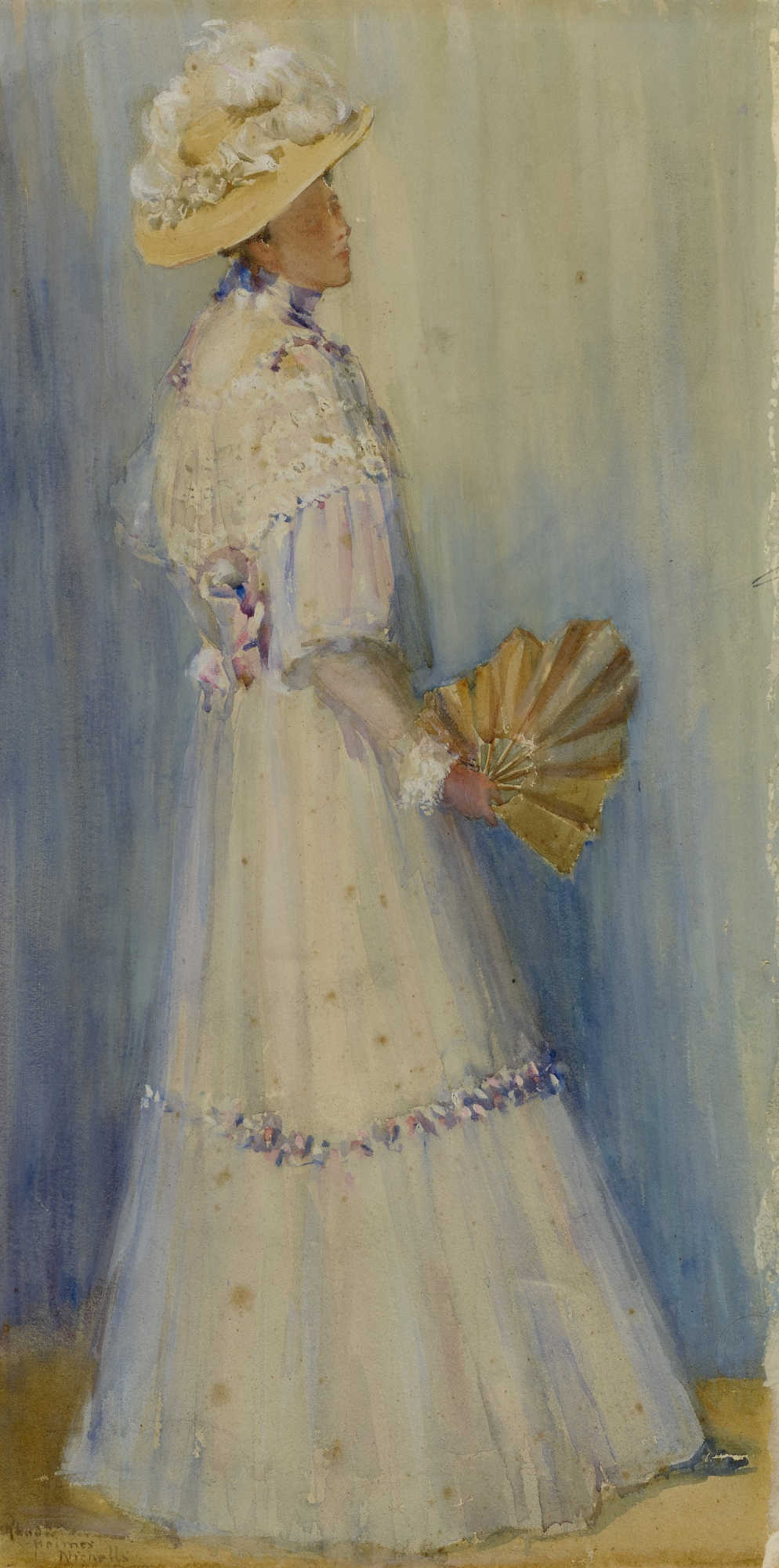
扇を持つ女性 Smithsonian American Art Museum
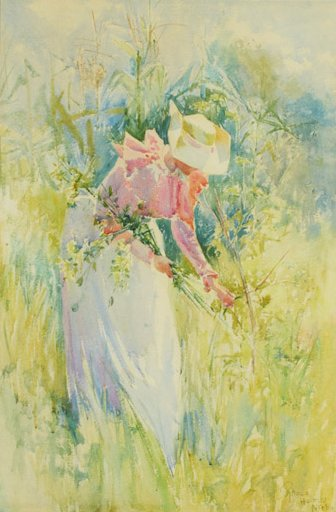
野の花摘み(c.1900)